# Rümmelsheim
Rümmelsheim è un comune di 1 358 abitantidella Renania-Palatinato, in Germania.
Appartiene al circondario (Landkreis) di Bad Kreuznach (targa KH) ed è parte della comunità amministrativa (Verbandsgemeinde) di Langenlonsheim-Stromberg.